# Iglesia del Cristo de la Sangre (Jérica)
La iglesia del Cristo de la Sangre, en el municipio valenciano de Jérica  (Alto Palancia) es un edificio religioso construido en el siglo XVII con estilo barroco, aunque posteriormente fue reformada con un estilo neoclásico. Está catalogado como Bien de Relevancia Local, según consta en la Dirección General de Patrimonio Artístico de la Generalidad Valenciana, con código identificativo: 12.07.071-002.

## Historia
Pocos son los documentos escritos que puedan referir datos fehacientes sobre la iglesia del Cristo de la Sangre, pese a lo cual podemos contar con el "Informe de la Diócesis de Segorbe en 1656", que presenta un capítulo en el que narra hechos acontecidos en Jérica. Es por este documento que podemos afirmar que en esos años Jérica contaba con tres iglesias con culto, cuyos titulares eran: San Roque, la Virgen del Loreto y el Cristo de la Sangre. Esto nos lleva a pensar que la construcción de la iglesia ya se había realizado a mediados del siglo XVII.
El miembro de la Real Academia de Bellas Artes de San Carlos, historiador de arte y director del Museo Catedralicio de Segorbe, el ya fallecido Ramón Rodríguez Culebras, informó de sucesivas transformaciones y remodelaciones ocurridas durante los siglos XVII y XVIII.

## Descripción
La iglesia presenta planta rectangular de una sola nave y cuatro crujías o tramos, además de capillas laterales entre los contrafuertes (los cuales son visibles desde el exterior); sin crucero y con ábside rectangular.
En el primer tramo se sitúa el coro elevado, el acceso del cual se produce a través de escalera exterior a la nave; y sotocoro de bóveda rebajada.
La nave se cubre interiormente con una bóveda de cañón, que presenta lunetos, hecho con sillares y forma alargada, por lo que entra la luz natural que sirve de iluminación al espacio interior, al estar practicados en el cuerpo superior de los flancos; mientras, exteriormente presenta cubierta inclinada de teja árabe.

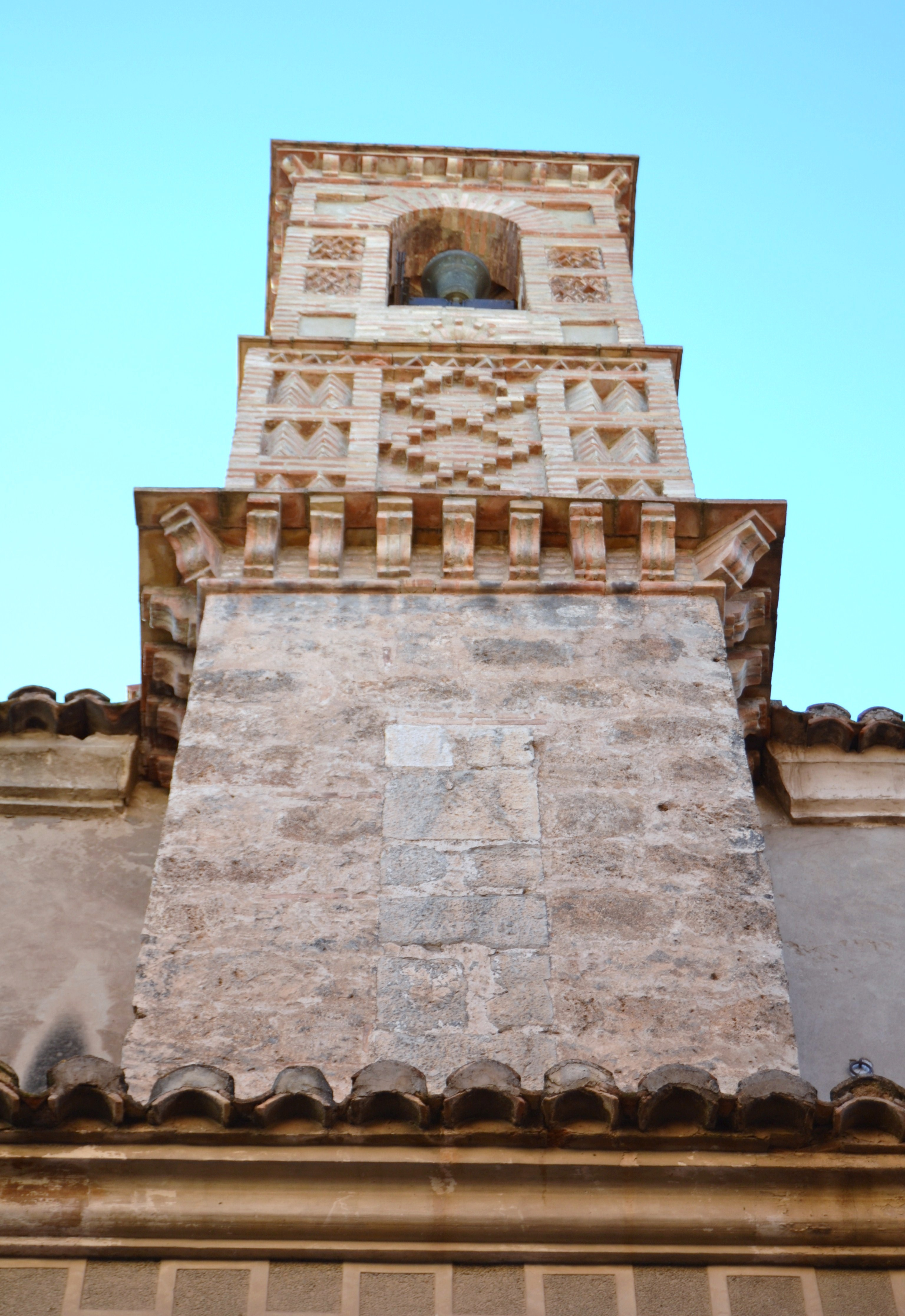
Campanario de la iglesia del Cristo de la Sangre
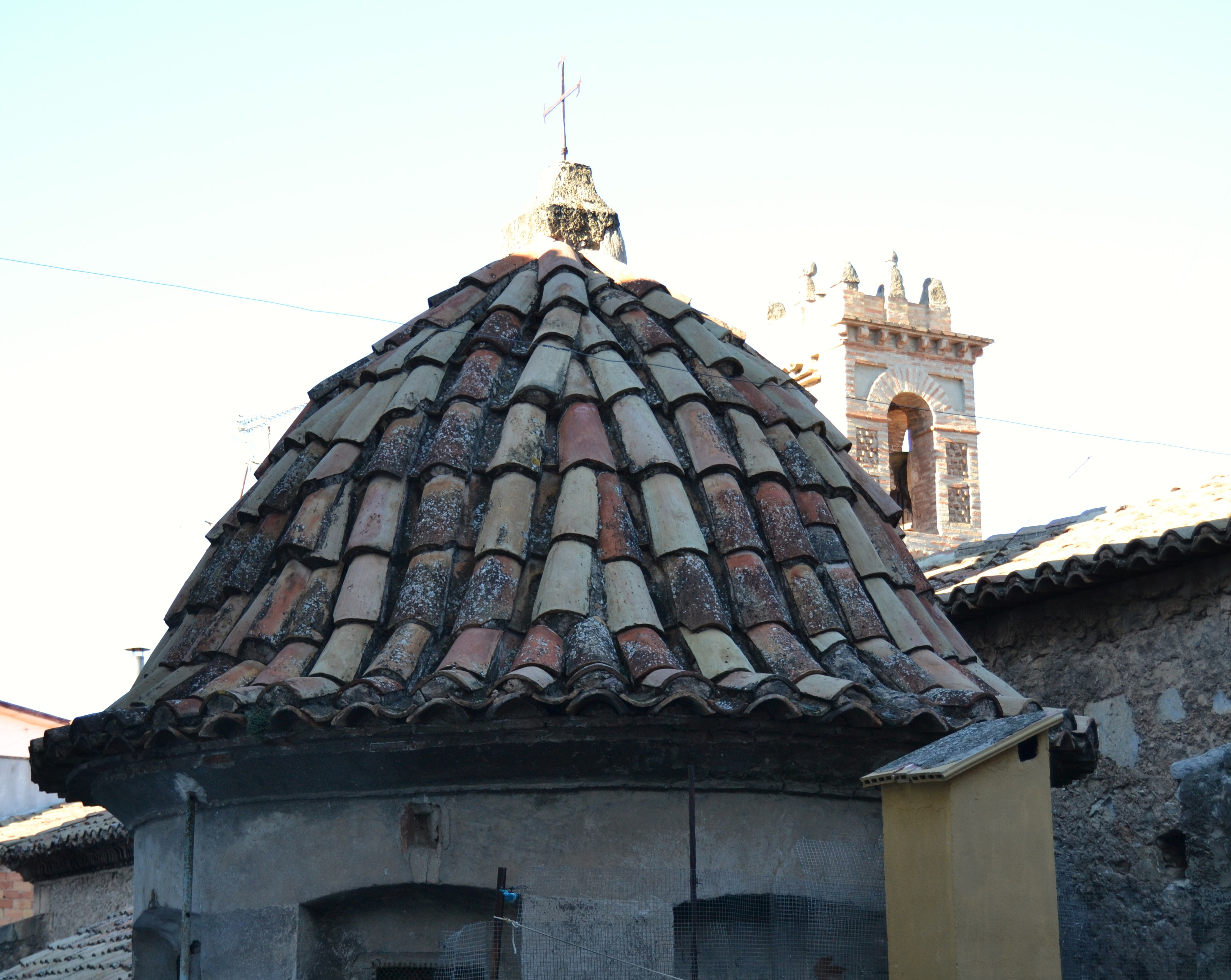
Cúpula de la iglesia del Cristo de la Sangre
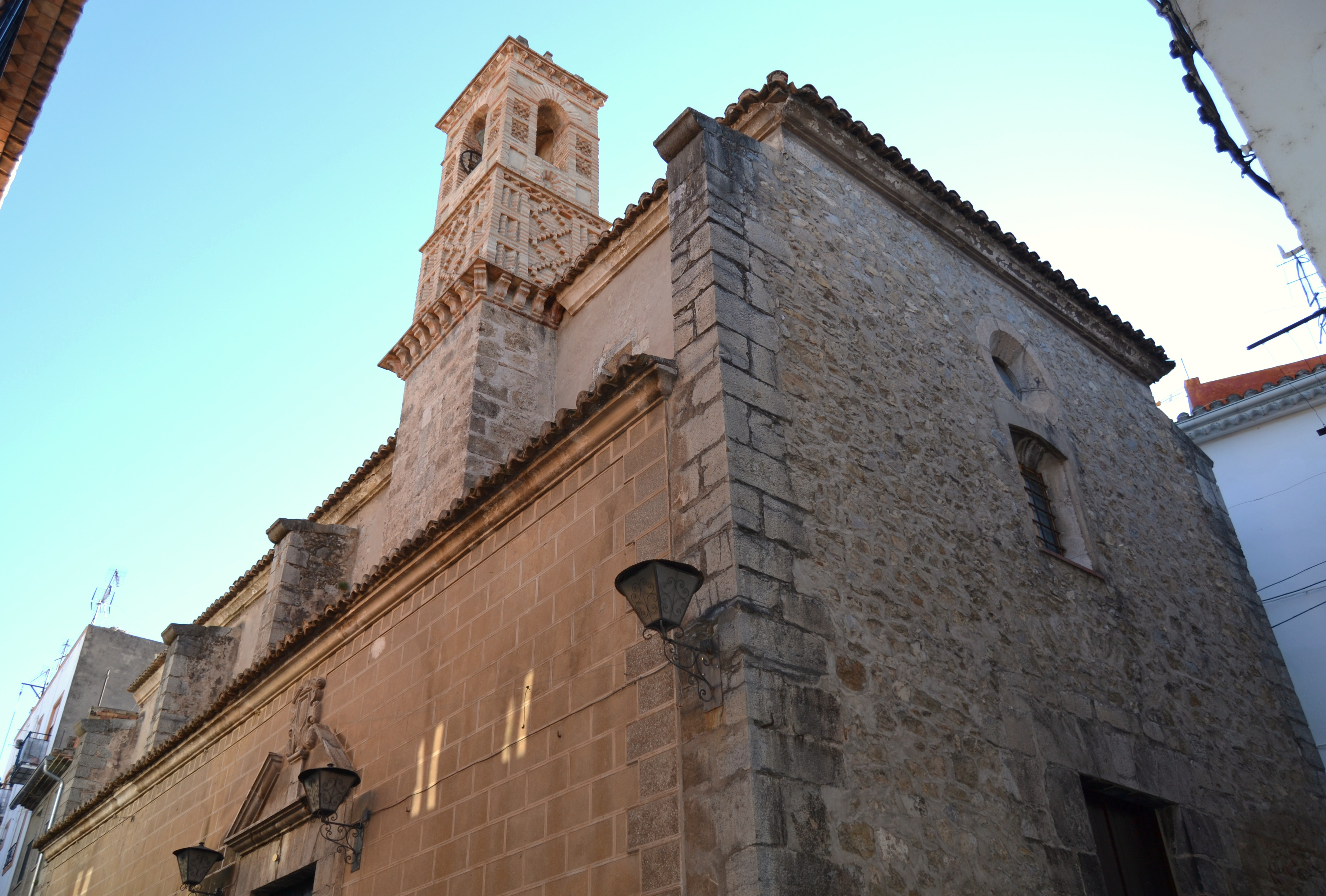
Iglesia vista desde un lateral
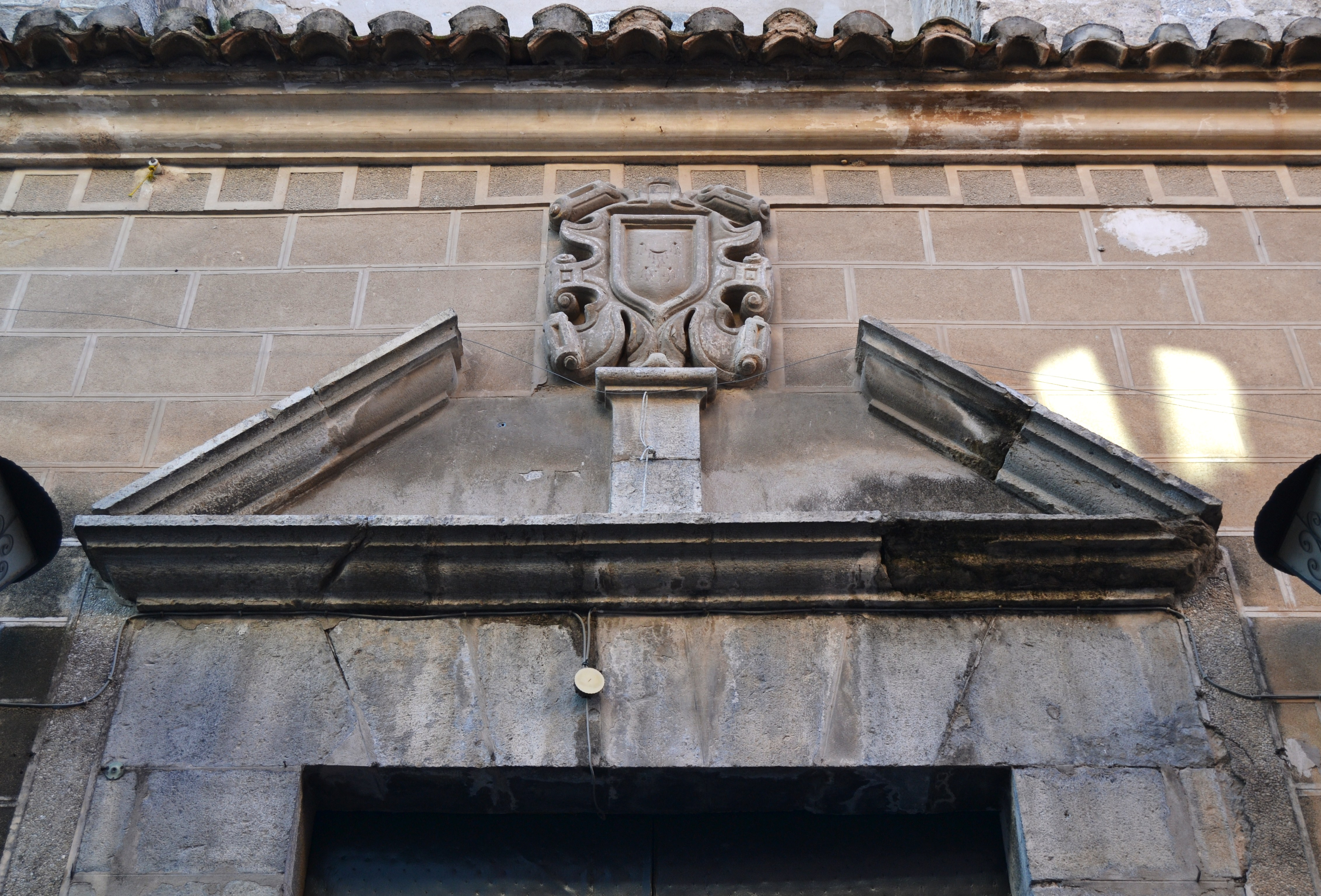
Frontón partido de la portada lateral
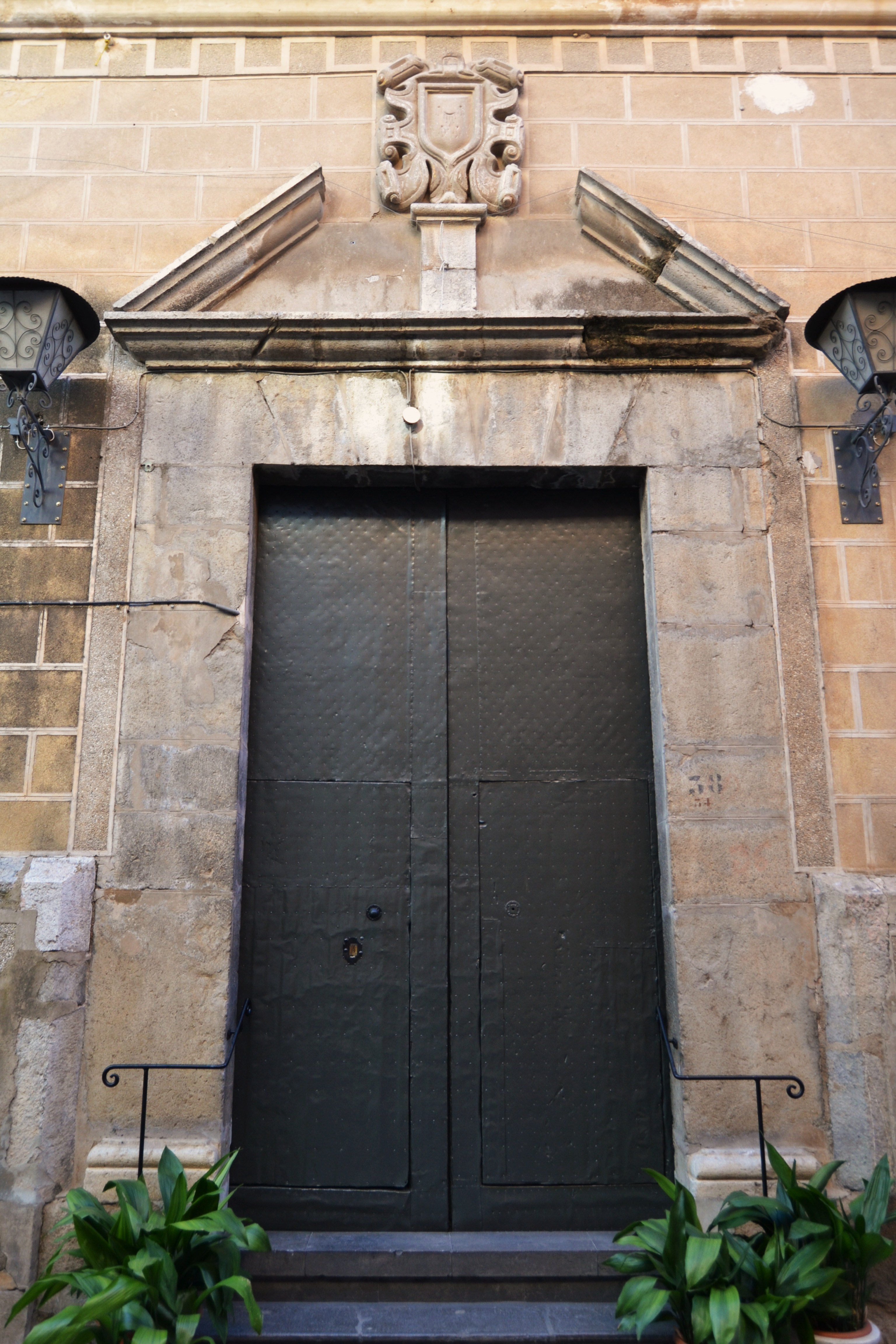
Portada lateral

La iglesia presenta dos accesos, uno lateral en el lado del evangelio, desde la calle del Historiador Vayo , que coincide con la segunda crujía de la nave; y otro frontal, que es la entrada principal al templo, pese a ser el de menor uso en la actualidad; puerta que es adintelada con dovelas de sillería, que está fechada en 1799. Por encima de la puerta se observa una ventana cuadrada y enrejada de fines del siglo XVIII, sobre la cual hay un pequeño óculo dovelado de piedra.
El acceso lateral supone una empinada subida, que arquitectónicamente se resuelve absorbiendo la altura del zócalo. La puerta lateral presenta también dintel, con frontón partido y escudo de la cofradía de la "preciosísima sangre", todo ello de fábrica de piedra.
En la cabecera de la planta de la iglesia se sitúan tres altares neoclásicos, de entre los que destaca el altar mayor, que fue remodelado en el siglo XIX, y que está construido en mármol. Este altar mayor conecta con la sacristía, presentando unos acabados frutos de la intervención que padeció los siglos XVII y XVIII, siguiendo el orden neoclásico. La sacristía está cubierta con cúpula de linterna, construida sobre tambor que presenta unos ventanales actualmente cegados.
El campanario es de estilo mudéjar y está construido sobre el contrafuerte que separa la tercera y cuarta crujía. Presenta tres niveles, el primero de fábrica de sillería, mientras que los dos restantes se construyeron con ladrillo y decoración de tipo mudéjar, imitando la decoración de la conocida torre de las campanas.
Padeció graves daños durante la guerra del 36, habiéndose desplomado alguna de sus bóvedas, por lo que precisó ser restaurada tras la misma, trabajo que se realizó bajo la dirección y supervisión de la Dirección General de Regiones Devastadas.